# Vicinális Dugóhúzó
A Vicinális Dugóhúzó a budapesti Műegyetem humoros folyóirata volt, melyet a Gépészmérnöki Kar hallgatói alapítottak.

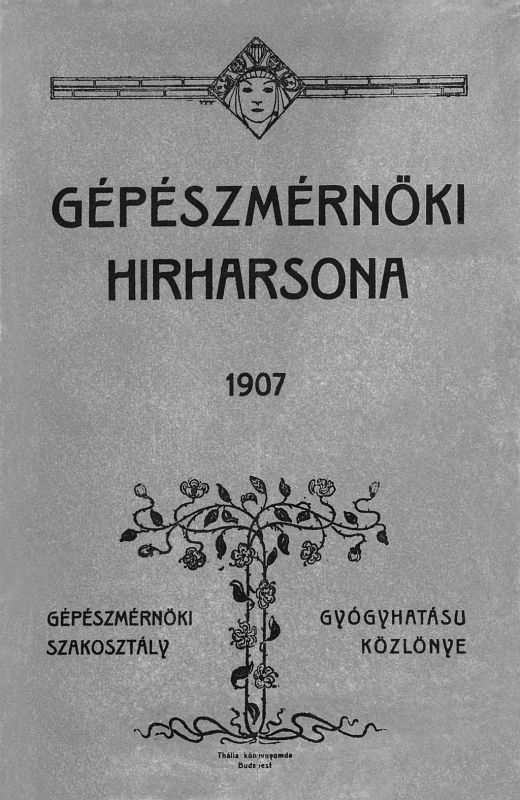
A Gépészmérnöki Hírharsona 1907-es kötete

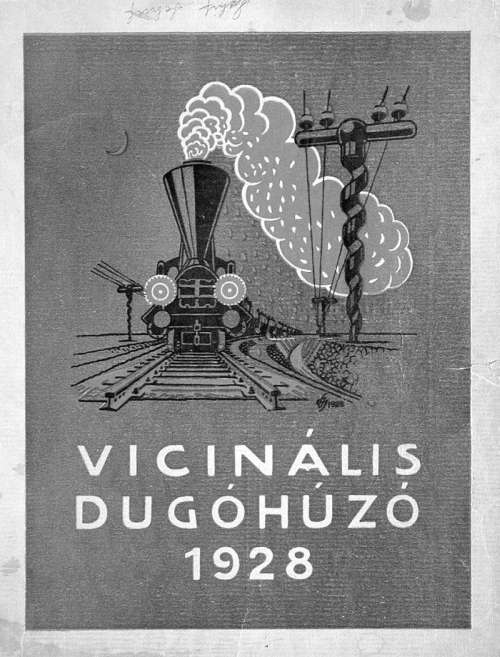
A Vicinális Dugóhúzó 1928-as évfolyama

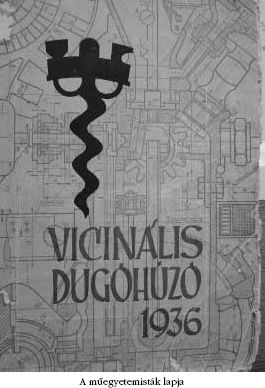
A Vicinális Dugóhúzó 1936-os száma

A világban nagy hagyománya van annak, hogy a tudományos írások humoros formában kerüljenek az olvasók kezébe, ennek első képviselője nagy valószínűséggel az 1886-ban kiadott Berichte der Durstigen Chemischen Gesellschaft volt.
1956-ban jelent meg a Journal of Irreproducible Results (JIR), tudományos humoros újság, amelyet azóta is folyamatosan megjelentetnek. Ennek nyomán született a The Subterranean Sociology Newsletter, a Worm's Runner Digest, a Journal of Insignificant Research, és a Journal of Polymorphous Perversity.
Magyarországon az egyetemek már az 1900-as években saját folyóiratokat indítottak, mint a Veszprémi Vegyipari Egyetem humoros kiadványa a Kémcsőkefe. Budapesten még korábban jelent meg a Vicinális Dugóhúzó, mely időnként a Gépészmérnöki Hírharsona nevet viselte, ekkor még a Királyi József Műegyetem Gépészmérnöki Karának újságjaként. A Műegyetemnek ebben az időben még két hasonló folyóirata is volt, a Építészmérnöki Kar hallgatói A Megfagyott Muzsikus címen, a Vegyészmérnöki Kar hallgatói pedig Retorta Sziporka címen adtak ki folyóiratokat. Ezek nyomán pedig Miskolcon a Nehézipari Műszaki Egyetem adott ki Húzótüske címen humoros-tudományos újságot.

## Története
A folyóirat alapításának története az 1800-as évek második felére nyúlik vissza, a régi Gólyavárban litografált füzeteket adtak ki humoros-tudományos tartalommal. Címének eredetét szájhagyomány őrzi. Egy anekdota szerint a vasúttanszék hallgatói külső gyakorlatra mentek, melyet az épülő vasútvonalak mellett tartottak. Professzoruk feladatokat adott nekik, melyeket már az odautazás alatt meg kellett oldani. A számolgatás közben derült ki, hogy az alapműveletek elvégzéséhez nem vittek magukkal logarlécet. A csatlakozó vicinális-állomáson derült ki, hogy a professzor úrnál sincs ilyen eszköz, viszont mivel meleg volt, és fel akarták magukat frissíteni, így aztán sörözésbe fogtak. Ekkor viszont a triviálisan dugóhúzónak nevezett „gépelem” minden zsebből előkerült.
Az eleinte folyóiratként megjelenő újság a későbbiekben évkönyv formát öltött, és azóta is így jelenik meg.
Az újság 1899-ben indult és folyamatosan 1913-ig jelent meg, váltakozva Vicinális Dugóhúzó és Gépészmérnöki Hírharsona címen . 1921-ben újraindult, akkor mint a Királyi József Műegyetem Gépészmérnöki Karának humoros időszaki kiadványa 500, géppel számozott példányban.
Az újság főszerkesztője Soulavy Antal volt, szerkesztői Deák Ferenc, Nemes Tihamér, Söpkéz Sándor. Főmunkatársai Anderlik Előd, Beczkóy József, Schneider Lipót, szerkesztői a hallgatók. Budapesten kiadta Németh József Könyvkiadóvállalata. A vidámság már a kezdőlapon is megjelent az 1907-es évkönyv mint a Gépészmérnöki Szakosztály Gyógyhatású közlönye. A szecessziós stílusú könyvben Paulini Béla K[önig] Jónás Ödön portréjának (a műegyetem akkori rektorát ábrázoló) karikatúráját találhatjuk, az oldalak nemcsak részben, de néhol egészben is illusztráltak, a mű megjelent a Thália könyvnyomda kiadásában. Az 1939-es Vicinális Dugóhúzó vidám egyetemi kötet egyik fővédnöke Pattantyús-Ábrahám Géza volt.

## Stílusa
A Vicinális Dugóhúzó nyelve a humor nyelve, amely a tudományos, szakmunkát vidám formában meséli el. Példa erre a következő történet, amely az Építőmérnöki Karon esett meg.
A barométert leolvasása előtt előírás szerint meg kellett kocogtatni. Ezt a hallgatók úgy csinálták, hogy huszonegyeztek a tetején. A lapokat elég erélyesen tették rá a barométerre, olyannyira, hogy az helyettesítette a műszer kocogtatását. Egy ilyen alkalommal egyszer csak egy vészjósló hang megszólalt hátulról, az Oltay professzor úr hangja: „Kérem, Ön tizenkilencre bevág?” A hallgatók még itt is kihasználták a lehetőségeket, részben azt, hogy egy kissé humorosabban fogják fel a gyakorlatot, részben azt, hogy összekapcsolják ezt a kocogtatást egy ilyen kártyázással.